# 400
400是399與401之間的自然數。

## 在數學上
- 合數，正因數有1、2、4、5、8、10、16、20、25、40、50、80、100、200和400。
質因數分解為{\displaystyle 2^{4}\times 5^{2}}。
- 第96個過剩數，真因數和為561，盈度為161。前一個為396、下一個為402。
  - 第97個半完全數，和為本身的其中一組因數為2、 4、 5、 8、 16、 20、 25、 40、 80、 200。前一個為396、下一個為402。
- 第20個平方數，為20的平方。前一個為361、下一個為441。
- 第43個十进制的自我數。即400在十进制中不能由任何一個整數加上這個整數的各位數字和生成的數。前一個為389、下一個為411。
- 十进制的哈沙德數。
- 十进制的奢侈數。
- 400是一個哈沙德數。
- 在400至499，共17個素數

## 在電腦程式上
- 400是HTTP狀態碼，400 Bad Request。

## 在通讯上
- 400是通讯号码，由联通、电信、移动等运营商运营。

## 在運動上
- 一個標準田徑場的田徑長度為400米

## 其他領域
- Enviro 400是一款由英國亞歷山大丹尼士生產的兩軸雙層巴士
- 亞歷山大ALX400，是一種由英國亞歷山大車身廠生產的兩軸雙層巴士車身（主要在英國國內採用）

## 401至499的性質
401
- 第79個質數。
  - X²+1素数
  - 非正則質數
  - 401為第79個質數
  - 四級費波納契數（Tetranacci number）
  - 陳質數
  - 艾森斯坦質數
- 梅滕斯函數為0的解
- 屬於Mian-Chowla數列

402
- 合数，正因數有1、2、3、6、67、134、201和402。
質因數分解，{\displaystyle 2\times 3\times 67}。
- 过剩数，真因數和為414，盈度為12
  - 半完全数，和為本身的其中一組因數為67、 134、 201。
- 不尋常數，大於平方根的質因數為67。
- 佩服數，佩服因數為6。
- 无平方数因数的数。
  - 楔形数。
- 十进制的奢侈數。
- 哈沙德數

403
- 合数，正因數有1、13、31和403。
質因數分解，{\displaystyle 13\times 31}。
- 亏数，真因數和為45，虧度為358
- 不尋常數，大於平方根的質因數為31。
- 半素数。
- 无平方数因数的数。
- 十进制的奢侈數。
- 兩個倒轉質數的乘積：13x31
- 新界區專線小巴403線
- HTTP 403

404
- 合数，正因數有1、2、4、101、202和404。
質因數分解，{\displaystyle 2^{2}\times 101}。
- 亏数，真因數和為310，虧度為94
- 不尋常數，大於平方根的質因數為101。
- 十进制的奢侈數。

405
- 合数，正因數有1、3、5、9、15、27、45、81、135和405。
質因數分解，{\displaystyle 3^{4}\times 5}。
- 亏数，真因數和為321，虧度為84
- 十进制的等數位數。
- 5-光滑數
- 哈沙德數
- 梅滕斯函數為0的一個解
- 五角錐數
- 新界區專線小巴405線

406
- 合数，正因數有1、2、7、14、29、58、203和406。
質因數分解，{\displaystyle 2\times 7\times 29}。
- 亏数，真因數和為314，虧度為92
- 不尋常數，大於平方根的質因數為29。
- 无平方数因数的数。
  - 楔形数。
- 十进制的奢侈數。
- 三角形數
- 中心九邊形數
- 新界區專線小巴406線

407
- 合数，正因數有1、11、37和407。
質因數分解，{\displaystyle 11\times 37}。
- 亏数，真因數和為49，虧度為358
- 不尋常數，大於平方根的質因數為37。
- 半素数。
- 无平方数因数的数。
- 十进制的奢侈數。
- 哈沙德數
- 水仙花數
- 新界區專線小巴407線

408
- 合数，正因數有1、2、3、4、6、8、12、17、24、34、51、68、102、136、204和408。
質因數分解，{\displaystyle 2^{3}\times 3\times 17}。
- 过剩数，真因數和為672，盈度為264
  - 半完全数，和為本身的其中一組因數為2、 3、 4、 6、 12、 17、 24、 34、 68、 102、 136。
- 十进制的奢侈數。
- 佩爾數
- 哈沙德數
- 八邊形數
- 不可及數
- 中国考研计算机学科专业基础综合科目代码

409
- 第80個質數。
- 409的最小原根為21，打破了紀錄（191的最小原根為19的紀錄），而409也猜測是最大的數，其最小原根超過她自己的平方根
- 新界區專線小巴409線

410
- 合数，正因數有1、2、5、10、41、82、205和410。
質因數分解，{\displaystyle 2\times 5\times 41}。
- 亏数，真因數和為346，虧度為64
- 不尋常數，大於平方根的質因數為41。
- 无平方数因数的数。
  - 楔形数。
- 十进制的奢侈數。
- 非歐拉商數
- 哈沙德數
- 新界區專線小巴410線

411
- 合数，正因數有1、3、137和411。
質因數分解，{\displaystyle 3\times 137}。
- 亏数，真因數和為141，虧度為270
- 不尋常數，大於平方根的質因數為137。
- 半素数。
- 无平方数因数的数。
- 十进制的奢侈數。
- 自守數
- 上海四一一医院
- 新界區專線小巴411線

412
- 合数，正因數有1、2、4、103、206和412。
質因數分解，{\displaystyle 2^{2}\times 103}。
- 亏数，真因數和為316，虧度為96
- 不尋常數，大於平方根的質因數為103。
- 十进制的奢侈數。
- 非歐拉商數與非互補歐拉商數
- 新界區專線小巴412線

413
- 合数，正因數有1、7、59和413。
質因數分解，{\displaystyle 7\times 59}。
- 亏数，真因數和為67，虧度為346
- 不尋常數，大於平方根的質因數為59。
- 半素数。
- 无平方数因数的数。
- 十进制的等數位數。
- 自守數
- 梅滕斯函數為0的一個解
- 新界區專線小巴413線

414
- 合数，正因數有1、2、3、6、9、18、23、46、69、138、207和414。
質因數分解，{\displaystyle 2\times 3^{2}\times 23}。
- 过剩数，真因數和為522，盈度為108
  - 半完全数，和為本身的其中一組因數為2、 3、 18、 46、 138、 207。
- 不尋常數，大於平方根的質因數為23。
- 十进制的奢侈數。
- 迴文數
- 哈沙德數
- {\displaystyle \Phi _{414}(2)}是質數，其中{\displaystyle \Phi _{n}(x)}為分圓多項式

415
- 合数，正因數有1、5、83和415。
質因數分解，{\displaystyle 5\times 83}。
- 亏数，真因數和為89，虧度為326
- 不尋常數，大於平方根的質因數為83。
- 半素数。
- 无平方数因数的数。
- 十进制的等數位數。

416
- 合数，正因數有1、2、4、8、13、16、26、32、52、104、208和416。
質因數分解，{\displaystyle 2^{5}\times 13}。
- 过剩数，真因數和為466，盈度為50
  - 半完全数，和為本身的其中一組因數為1、 4、 8、 13、 26、 52、 104、 208。
- 十进制的奢侈數。

417
- 合数，正因數有1、3、139和417。
質因數分解，{\displaystyle 3\times 139}。
- 亏数，真因數和為143，虧度為274
- 不尋常數，大於平方根的質因數為139。
- 半素数。
- 无平方数因数的数。
- 十进制的奢侈數。

418
- 合数，正因數有1、2、11、19、22、38、209和418。
質因數分解，{\displaystyle 2\times 11\times 19}。
- 亏数，真因數和為302，虧度為116
- 无平方数因数的数。
  - 楔形数。
- 十进制的奢侈數。

419
- 第81個質數。
  - 孪生素数，為（419、 421）

420
- 合数，正因數有1、2、3、4、5、6、7、10、12、14、15、20、21、28、30、35、42、60、70、84、105、140、210和420。
質因數分解，{\displaystyle 2^{2}\times 3\times 5\times 7}。
- 过剩数，真因數和為924，盈度為504
- 普洛尼克数，為20與21的乘積。
- 十进制的奢侈數。
- 最小可以同時被1,2,3,4,5,6,7整除的正整數

421
- 第82個質數。
  - 孪生素数，為（419、 421）

422
- 合数，正因數有1、2、211和422。
質因數分解，{\displaystyle 2\times 211}。
- 亏数，真因數和為214，虧度為208
- 不尋常數，大於平方根的質因數為211。
- 半素数。
- 无平方数因数的数。
- 十进制的奢侈數。

423
- 合数，正因數有1、3、9、47、141和423。
質因數分解，{\displaystyle 3^{2}\times 47}。
- 亏数，真因數和為201，虧度為222
- 不尋常數，大於平方根的質因數為47。
- 十进制的奢侈數。

424
- 合数，正因數有1、2、4、8、53、106、212和424。
質因數分解，{\displaystyle 2^{3}\times 53}。
- 亏数，真因數和為386，虧度為38
- 不尋常數，大於平方根的質因數為53。
- 十进制的奢侈數。

425
- 合数，正因數有1、5、17、25、85和425。
質因數分解，{\displaystyle 5^{2}\times 17}。
- 亏数，真因數和為133，虧度為292
- 十进制的奢侈數。
- {\displaystyle \Phi _{425}(2)}是質數

426
- 合数，正因數有1、2、3、6、71、142、213和426。
質因數分解，{\displaystyle 2\times 3\times 71}。
- 过剩数，真因數和為438，盈度為12
  - 半完全数，和為本身的其中一組因數為71、 142、 213。
- 不尋常數，大於平方根的質因數為71。
- 佩服數，佩服因數為6。
- 无平方数因数的数。
  - 楔形数。
- 十进制的奢侈數。

427
- 合数，正因數有1、7、61和427。
質因數分解，{\displaystyle 7\times 61}。
- 亏数，真因數和為69，虧度為358
- 不尋常數，大於平方根的質因數為61。
- 半素数。
- 无平方数因数的数。
- 十进制的等數位數。

428
- 合数，正因數有1、2、4、107、214和428。
質因數分解，{\displaystyle 2^{2}\times 107}。
- 亏数，真因數和為328，虧度為100
- 不尋常數，大於平方根的質因數為107。
- 十进制的奢侈數。
- 十七邊形數
- 非歐拉商數
- 第二大的數，需要用八個立方數的和才能表示，僅次於454

429
- 合数，正因數有1、3、11、13、33、39、143和429。
質因數分解，{\displaystyle 3\times 11\times 13}。
- 亏数，真因數和為243，虧度為186
- 无平方数因数的数。
  - 楔形数。
- 十进制的奢侈數。

430
- 合数，正因數有1、2、5、10、43、86、215和430。
質因數分解，{\displaystyle 2\times 5\times 43}。
- 亏数，真因數和為362，虧度為68
- 不尋常數，大於平方根的質因數為43。
- 无平方数因数的数。
  - 楔形数。
- 十进制的奢侈數。
- 不可及數

431
- 第83個質數。
  - 孪生素数，為（431、 433）
  - 正則質數
  - 艾森斯坦質數
  - 索菲熱爾曼質數
  - 費波納契數列的第431項跟第433項也都是質數
- n!在n<=431時，都是哈沙德數

432
- 合数，正因數有1、2、3、4、6、8、9、12、16、18、24、27、36、48、54、72、108、144、216和432。
質因數分解，{\displaystyle 2^{4}\times 3^{3}}。
- 过剩数，真因數和為808，盈度為376
- 十进制的奢侈數。

433
- 第84個質數。
  - 孪生素数，為（431、 433）
  - 皮爾龐特質數，因此正433邊形可由二刻尺作圖
  - 立方質數
- 星數
- 433整除{\displaystyle \Phi _{72}(2)}
- 4分33秒

434
- 合数，正因數有1、2、7、14、31、62、217和434。
質因數分解，{\displaystyle 2\times 7\times 31}。
- 亏数，真因數和為334，虧度為100
- 不尋常數，大於平方根的質因數為31。
- 无平方数因数的数。
  - 楔形数。
- 十进制的奢侈數。

435
- 合数，正因數有1、3、5、15、29、87、145和435。
質因數分解，{\displaystyle 3\times 5\times 29}。
- 亏数，真因數和為285，虧度為150
- 不尋常數，大於平方根的質因數為29。
- 无平方数因数的数。
  - 楔形数。
- 十进制的奢侈數。

436
- 合数，正因數有1、2、4、109、218和436。
質因數分解，{\displaystyle 2^{2}\times 109}。
- 亏数，真因數和為334，虧度為102
- 不尋常數，大於平方根的質因數為109。
- 十进制的奢侈數。

437
- 合数，正因數有1、19、23和437。
質因數分解，{\displaystyle 19\times 23}。
- 亏数，真因數和為43，虧度為394
- 不尋常數，大於平方根的質因數為23。
- 半素数。
- 无平方数因数的数。
- 十进制的奢侈數。

438
- 合数，正因數有1、2、3、6、73、146、219和438。
質因數分解，{\displaystyle 2\times 3\times 73}。
- 过剩数，真因數和為450，盈度為12
  - 半完全数，和為本身的其中一組因數為73、 146、 219。
- 不尋常數，大於平方根的質因數為73。
- 佩服數，佩服因數為6。
- 无平方数因数的数。
  - 楔形数。
- 十进制的奢侈數。

439
- 第85個質數。
  - 半循環質數
  - 可刪質數
  - 高斯質數
  - 和443組成遠親質數
  - 和433組成六質數
  - 強質數
  - 正則質數
- 嚴格非迴文數

440
- 合数，正因數有1、2、4、5、8、10、11、20、22、40、44、55、88、110、220和440。
質因數分解，{\displaystyle 2^{3}\times 5\times 11}。
- 过剩数，真因數和為640，盈度為200
  - 半完全数，和為本身的其中一組因數為1、 4、 5、 8、 10、 11、 20、 22、 40、 44、 55、 220。
- 十进制的奢侈數。

441
- 合数，正因數有1、3、7、9、21、49、63、147和441。
質因數分解，{\displaystyle 3^{2}\times 7^{2}}。
- 亏数，真因數和為300，虧度為141
- 平方数，為21的平方。
- 十进制的奢侈數。

442
- 合数，正因數有1、2、13、17、26、34、221和442。
質因數分解，{\displaystyle 2\times 13\times 17}。
- 亏数，真因數和為314，虧度為128
- 无平方数因数的数。
  - 楔形数。
- 十进制的奢侈數。

443
- 第86個質數。
  - 索菲熱爾曼質數
  - 陳質數
  - 艾森斯坦質數

444
- 合数，正因數有1、2、3、4、6、12、37、74、111、148、222和444。
質因數分解，{\displaystyle 2^{2}\times 3\times 37}。
- 过剩数，真因數和為620，盈度為176
  - 半完全数，和為本身的其中一組因數為37、 74、 111、 222。
- 不尋常數，大於平方根的質因數為37。
- 十进制的奢侈數。

445
- 合数，正因數有1、5、89和445。
質因數分解，{\displaystyle 5\times 89}。
- 亏数，真因數和為95，虧度為350
- 不尋常數，大於平方根的質因數為89。
- 半素数。
- 无平方数因数的数。
- 十进制的等數位數。

446
- 合数，正因數有1、2、223和446。
質因數分解，{\displaystyle 2\times 223}。
- 亏数，真因數和為226，虧度為220
- 不尋常數，大於平方根的質因數為223。
- 半素数。
- 无平方数因数的数。
- 十进制的奢侈數。
- 自我數
- 快樂數

447
- 合数，正因數有1、3、149和447。
質因數分解，{\displaystyle 3\times 149}。
- 亏数，真因數和為153，虧度為294
- 不尋常數，大於平方根的質因數為149。
- 半素数。
- 无平方数因数的数。
- 十进制的奢侈數。

448
- 合数，正因數有1、2、4、7、8、14、16、28、32、56、64、112、224和448。
質因數分解，{\displaystyle 2^{6}\times 7}。
- 过剩数，真因數和為568，盈度為120
  - 半完全数，和為本身的其中一組因數為1、 2、 4、 7、 14、 16、 28、 32、 56、 64、 224。
- 十进制的等數位數。

449
- 第87個質數。
  - 普羅斯質數
  - 陳質數
  - 艾森斯坦質數
- 最大的整數，其階乘小於101000

450
- 合数，正因數有1、2、3、5、6、9、10、15、18、25、30、45、50、75、90、150、225和450。
質因數分解，{\displaystyle 2\times 3^{2}\times 5^{2}}。
- 过剩数，真因數和為759，盈度為309
- 十进制的奢侈數。
- 前38個正整數的歐拉函數的和
- 神魔之塔中，未潛解的七封王姬氏的編號
- 450x10n-1在1<=n<=11957時，都不是質數
- 450度角跟直角（90度角）為同界角
- 450是哈沙德數與非歐拉商數

451
- 合数，正因數有1、11、41和451。
質因數分解，{\displaystyle 11\times 41}。
- 亏数，真因數和為53，虧度為398
- 不尋常數，大於平方根的質因數為41。
- 半素数。
- 无平方数因数的数。
- 十进制的奢侈數。
- 中心十邊形數
- 最小的數，其倒數循環節為10位數
- 上海公交451路

452
- 合数，正因數有1、2、4、113、226和452。
質因數分解，{\displaystyle 2^{2}\times 113}。
- 亏数，真因數和為346，虧度為106
- 不尋常數，大於平方根的質因數為113。
- 十进制的奢侈數。

453
- 合数，正因數有1、3、151和453。
質因數分解，{\displaystyle 3\times 151}。
- 亏数，真因數和為155，虧度為298
- 不尋常數，大於平方根的質因數為151。
- 半素数。
- 无平方数因数的数。
- 十进制的奢侈數。

454
- 合数，正因數有1、2、227和454。
質因數分解，{\displaystyle 2\times 227}。
- 亏数，真因數和為230，虧度為224
- 不尋常數，大於平方根的質因數為227。
- 半素数。
- 无平方数因数的数。
- 十进制的奢侈數。
- 回文數
- 史密夫數
- 最大的數，需要用八個立方數的和才能表示

455
- 合数，正因數有1、5、7、13、35、65、91和455。
質因數分解，{\displaystyle 5\times 7\times 13}。
- 亏数，真因數和為217，虧度為238
- 无平方数因数的数。
  - 楔形数。
- 十进制的奢侈數。
- 第13個四面體數、第5個十二面體數（英语：Dodecahedral number）、四十七邊形數
- 楔形數

456
- 合数，正因數有1、2、3、4、6、8、12、19、24、38、57、76、114、152、228和456。
質因數分解，{\displaystyle 2^{3}\times 3\times 19}。
- 过剩数，真因數和為744，盈度為288
  - 半完全数，和為本身的其中一組因數為1、 2、 4、 6、 8、 12、 19、 24、 38、 76、 114、 152。
- 十进制的奢侈數。
- 中心五邊形數[1]
- 456 = 23 × 3 × 19，是一組孿生質數的和（227 + 229）也是4個連續質數的和（107 + 109 + 113 + 127）。
- 十八邊形數

457
- 第88個質數。
  - 正則質數
- 自守數

458
- 合数，正因數有1、2、229和458。
質因數分解，{\displaystyle 2\times 229}。
- 亏数，真因數和為232，虧度為226
- 不尋常數，大於平方根的質因數為229。
- 半素数。
- 无平方数因数的数。
- 十进制的奢侈數。

459
- 合数，正因數有1、3、9、17、27、51、153和459。
質因數分解，{\displaystyle 3^{3}\times 17}。
- 亏数，真因數和為261，虧度為198
- 十进制的奢侈數。

460
- 合数，正因數有1、2、4、5、10、20、23、46、92、115、230和460。
質因數分解，{\displaystyle 2^{2}\times 5\times 23}。
- 过剩数，真因數和為548，盈度為88
  - 半完全数，和為本身的其中一組因數為1、 2、 20、 92、 115、 230。
- 不尋常數，大於平方根的質因數為23。
- 十进制的奢侈數。

461
- 第89個質數。
  - 孪生素数，為（461、 463）
- 與467構成六質數
- 艾森斯坦質數

462
- 合数，正因數有1、2、3、6、7、11、14、21、22、33、42、66、77、154、231和462。
質因數分解，{\displaystyle 2\times 3\times 7\times 11}。
- 过剩数，真因數和為690，盈度為228
  - 半完全数，和為本身的其中一組因數為2、 3、 6、 11、 14、 21、 22、 33、 42、 77、 231。
- 无平方数因数的数。
- 普洛尼克数，為21與22的乘積。
- 十进制的奢侈數。
- 組合數{\displaystyle \left(^{11}_{5}\right)}
- 最大的底b，沒有小於等於b+1的偽質數

463
- 第90個質數。
  - 孪生素数，為（461、 463）
- 中心七邊形數

464
- 合数，正因數有1、2、4、8、16、29、58、116、232和464。
質因數分解，{\displaystyle 2^{4}\times 29}。
- 过剩数，真因數和為466，盈度為2
  - 半完全数，和為本身的其中一組因數為1、 4、 8、 16、 29、 58、 116、 232。
- 不尋常數，大於平方根的質因數為29。
- 佩服數，佩服因數為1。
- 十进制的奢侈數。

465
- 合数，正因數有1、3、5、15、31、93、155和465。
質因數分解，{\displaystyle 3\times 5\times 31}。
- 亏数，真因數和為303，虧度為162
- 不尋常數，大於平方根的質因數為31。
- 无平方数因数的数。
  - 楔形数。
- 十进制的奢侈數。
- 三角形數

466
- 合数，正因數有1、2、233和466。
質因數分解，{\displaystyle 2\times 233}。
- 亏数，真因數和為236，虧度為230
- 不尋常數，大於平方根的質因數為233。
- 半素数。
- 无平方数因数的数。
- 十进制的奢侈數。

467
- 第91個質數。
- 安全質數，對應索菲熱爾曼質數為233
- 與461構成六質數

468
- 合数，正因數有1、2、3、4、6、9、12、13、18、26、36、39、52、78、117、156、234和468。
質因數分解，{\displaystyle 2^{2}\times 3^{2}\times 13}。
- 过剩数，真因數和為806，盈度為338
- 十进制的奢侈數。

469
- 合数，正因數有1、7、67和469。
質因數分解，{\displaystyle 7\times 67}。
- 亏数，真因數和為75，虧度為394
- 不尋常數，大於平方根的質因數為67。
- 半素数。
- 无平方数因数的数。
- 十进制的等數位數。

470
- 合数，正因數有1、2、5、10、47、94、235和470。
質因數分解，{\displaystyle 2\times 5\times 47}。
- 亏数，真因數和為394，虧度為76
- 不尋常數，大於平方根的質因數為47。
- 无平方数因数的数。
  - 楔形数。
- 十进制的奢侈數。

471
- 合数，正因數有1、3、157和471。
質因數分解，{\displaystyle 3\times 157}。
- 亏数，真因數和為161，虧度為310
- 不尋常數，大於平方根的質因數為157。
- 半素数。
- 无平方数因数的数。
- 十进制的奢侈數。

472
- 合数，正因數有1、2、4、8、59、118、236和472。
質因數分解，{\displaystyle 2^{3}\times 59}。
- 亏数，真因數和為428，虧度為44
- 不尋常數，大於平方根的質因數為59。
- 十进制的奢侈數。

473
- 合数，正因數有1、11、43和473。
質因數分解，{\displaystyle 11\times 43}。
- 亏数，真因數和為55，虧度為418
- 不尋常數，大於平方根的質因數為43。
- 半素数。
- 无平方数因数的数。
- 十进制的奢侈數。

474
- 合数，正因數有1、2、3、6、79、158、237和474。
質因數分解，{\displaystyle 2\times 3\times 79}。
- 过剩数，真因數和為486，盈度為12
  - 半完全数，和為本身的其中一組因數為79、 158、 237。
- 不尋常數，大於平方根的質因數為79。
- 佩服數，佩服因數為6。
- 无平方数因数的数。
  - 楔形数。
- 十进制的奢侈數。

475
- 合数，正因數有1、5、19、25、95和475。
質因數分解，{\displaystyle 5^{2}\times 19}。
- 亏数，真因數和為145，虧度為330
- 十进制的奢侈數。

476
- 合数，正因數有1、2、4、7、14、17、28、34、68、119、238和476。
質因數分解，{\displaystyle 2^{2}\times 7\times 17}。
- 过剩数，真因數和為532，盈度為56
  - 半完全数，和為本身的其中一組因數為2、 7、 14、 28、 68、 119、 238。
- 佩服數，佩服因數為28。
- 十进制的奢侈數。
- 哈沙德數

477
- 合数，正因數有1、3、9、53、159和477。
質因數分解，{\displaystyle 3^{2}\times 53}。
- 亏数，真因數和為225，虧度為252
- 不尋常數，大於平方根的質因數為53。
- 十进制的奢侈數。
- 五邊形數

478
- 合数，正因數有1、2、239和478。
質因數分解，{\displaystyle 2\times 239}。
- 亏数，真因數和為242，虧度為236
- 不尋常數，大於平方根的質因數為239。
- 半素数。
- 无平方数因数的数。
- 十进制的奢侈數。
- 佩爾—魯卡斯數

479
- 第92個質數。
  - 安全質數
  - 正則質數
  - 高斯質數
  - 艾森斯坦質數
  - 陳質數
- 自我數

480
- 合数，正因數有1、2、3、4、5、6、8、10、12、15、16、20、24、30、32、40、48、60、80、96、120、160、240和480。
質因數分解，{\displaystyle 2^{5}\times 3\times 5}。
- 过剩数，真因數和為1032，盈度為552
- 十进制的奢侈數。
- 高歐拉商數
- 高過剩數
- 正規數
- 哈沙德數
- 最大的數，其卡麥克爾函數（Carmichael function）的值為8

481
- 合数，正因數有1、13、37和481。
質因數分解，{\displaystyle 13\times 37}。
- 亏数，真因數和為51，虧度為430
- 不尋常數，大於平方根的質因數為37。
- 半素数。
- 无平方数因数的数。
- 十进制的奢侈數。

482
- 合数，正因數有1、2、241和482。
質因數分解，{\displaystyle 2\times 241}。
- 亏数，真因數和為244，虧度為238
- 不尋常數，大於平方根的質因數為241。
- 半素数。
- 无平方数因数的数。
- 十进制的奢侈數。

483
- 合数，正因數有1、3、7、21、23、69、161和483。
質因數分解，{\displaystyle 3\times 7\times 23}。
- 亏数，真因數和為285，虧度為198
- 不尋常數，大於平方根的質因數為23。
- 无平方数因数的数。
  - 楔形数。
- 十进制的奢侈數。

484
- 合数，正因數有1、2、4、11、22、44、121、242和484。
質因數分解，{\displaystyle 2^{2}\times 11^{2}}。
- 亏数，真因數和為447，虧度為37
- 平方数，為22的平方。
- 十进制的奢侈數。
- 迴文數
- 22的平方

485
- 合数，正因數有1、5、97和485。
質因數分解，{\displaystyle 5\times 97}。
- 亏数，真因數和為103，虧度為382
- 不尋常數，大於平方根的質因數為97。
- 半素数。
- 无平方数因数的数。
- 十进制的等數位數。

486
- 合数，正因數有1、2、3、6、9、18、27、54、81、162、243和486。
質因數分解，{\displaystyle 2\times 3^{5}}。
- 过剩数，真因數和為606，盈度為120
  - 半完全数，和為本身的其中一組因數為1、 2、 6、 18、 54、 162、 243。
- 十进制的等數位數。

487
- 第93個質數。
- 十進位維費里希素數

488
- 合数，正因數有1、2、4、8、61、122、244和488。
質因數分解，{\displaystyle 2^{3}\times 61}。
- 亏数，真因數和為442，虧度為46
- 不尋常數，大於平方根的質因數為61。
- 十进制的奢侈數。

489
- 合数，正因數有1、3、163和489。
質因數分解，{\displaystyle 3\times 163}。
- 亏数，真因數和為167，虧度為322
- 不尋常數，大於平方根的質因數為163。
- 半素数。
- 无平方数因数的数。
- 十进制的奢侈數。

490
- 合数，正因數有1、2、5、7、10、14、35、49、70、98、245和490。
質因數分解，{\displaystyle 2\times 5\times 7^{2}}。
- 过剩数，真因數和為536，盈度為46
  - 半完全数，和為本身的其中一組因數為2、 5、 7、 14、 49、 70、 98、 245。
- 十进制的奢侈數。

491
- 第94個質數。
- 嚴格非迴文數
- 索菲熱爾曼質數

492
- 合数，正因數有1、2、3、4、6、12、41、82、123、164、246和492。
質因數分解，{\displaystyle 2^{2}\times 3\times 41}。
- 过剩数，真因數和為684，盈度為192
  - 半完全数，和為本身的其中一組因數為41、 82、 123、 246。
- 不尋常數，大於平方根的質因數為41。
- 十进制的奢侈數。

493
- 合数，正因數有1、17、29和493。
質因數分解，{\displaystyle 17\times 29}。
- 亏数，真因數和為47，虧度為446
- 不尋常數，大於平方根的質因數為29。
- 半素数。
- 无平方数因数的数。
- 十进制的奢侈數。

494
- 合数，正因數有1、2、13、19、26、38、247和494。
質因數分解，{\displaystyle 2\times 13\times 19}。
- 亏数，真因數和為346，虧度為148
- 无平方数因数的数。
  - 楔形数。
- 十进制的奢侈數。

495
- 合数，正因數有1、3、5、9、11、15、33、45、55、99、165和495。
質因數分解，{\displaystyle 3^{2}\times 5\times 11}。
- 亏数，真因數和為441，虧度為54
- 十进制的奢侈數。

496
- 合数，正因數有1、2、4、8、16、31、62、124、248和496。
質因數分解，{\displaystyle 2^{4}\times 31}。
- 完全数。
  - 半完全数。
- 歐爾調和數，因數调和平均数為5。
- 不尋常數，大於平方根的質因數為31。
- 十进制的奢侈數。

497
- 合数，正因數有1、7、71和497。
質因數分解，{\displaystyle 7\times 71}。
- 亏数，真因數和為79，虧度為418
- 不尋常數，大於平方根的質因數為71。
- 半素数。
- 无平方数因数的数。
- 十进制的等數位數。

498
- 合数，正因數有1、2、3、6、83、166、249和498。
質因數分解，{\displaystyle 2\times 3\times 83}。
- 过剩数，真因數和為510，盈度為12
  - 半完全数，和為本身的其中一組因數為83、 166、 249。
- 不尋常數，大於平方根的質因數為83。
- 佩服數，佩服因數為6。
- 无平方数因数的数。
  - 楔形数。
- 十进制的奢侈數。

499
- 第95個質數。
  - 極小質數